# Lagaropsylla lipsi
Lagaropsylla lipsi är en loppart som beskrevs av Smit 1957. Lagaropsylla lipsi ingår i släktet Lagaropsylla och familjen fladdermusloppor. Inga underarter finns listade i Catalogue of Life.